# Tatjana Fomina
Tatjana Fomina (Tallinn, 26 april 1954) is een Estische schaakster met een FIDE-rating van 2191 in 2005 en 2201 in 2016. Zij is sinds 1978 een schaakmeester bij de dames, sinds 2014 is ze grootmeester bij de dames (WGM).

## Schaakcarrière
Fomina begon met schaken in Tallinn's Pioneers Palace. In 1969 en in 1970 won ze het junior schaakkampioenschap van Estland. In 1971 won ze in Riga het junior schaakkampioenschap van de Sovjet-Unie.
Tussen 1971 en 1983 nam Fomina 9 keer deel aan het schaakkampioenschap voor vrouwen in de Sovjet-Unie. Haar beste resultaat was een tweede plaats in 1975. In 1976 werd ze gedeeld achtste met Milunka Lazarević in het Interzone-toernooi voor vrouwen in Roosendaal.
In 1985, 1988 en 1990 won ze de Baltische schaakkampioenschappen voor vrouwen.
Tatjana Fomina is 10 keer winnaar van de Estische schaakkampioenschappen voor vrouwen (1977, 1978, 1983, 1989, 1992, 1998, 2002, 2003, 2012, 2013). Ze behaalde vijf keer zilver (1973, 1974, 1988, 1997, 2007) en acht keer brons (1975, 1982, 1984, 1990, 1991, 1993, 1994, 1995).
Fomina werd in Estland 12 keer rapid schaakkampioen (1990, 1998–2000, 2003–05, 2007–09, 2011–12) en 8 keer blitzkampioen (2004–09, 2011–12).
Van 27 september t/m 10 oktober 2005 werd in Lignano Italië het seniorenkampioenschap voor dames verspeeld. Tatjana eindigde met 6 uit 9 op de derde plaats. Tatjana Fomina won in totaal 5 keer de bronzen medaille bij dit Wereldkampioenschap Schaken voor senior-vrouwen (2005, 2006, 2008, 2009, 2010). In 2012 won ze het Europese kampioenschap Schaken voor senior-vrouwen in Kaunas, waar ze ook zilver (2007) en brons (2006) behaalde. Bij dezelfde kampioenschappen in 2014 won ze in de leeftijdscategorie 50+, in dat jaar waren voor eerste keer de senior kampioenschappen gesplitst in twee divisies (50+ en 65+).

## Resultaten in schaakteams
Fomina speelde diverse malen voor Estland in Schaakolympiades:
- In 1992, schaakolympiade 30 in Manilla, 1e bord (+5 −3 =5);
- In 1994, schaakolympiade 31 in Moskou, 2e bord (+5 −4 =3);
- In 1996, schaakolympiade 32 in Yerevan, 2e bord (+7 −3 =3);
- In 1998, schaakolympiade 33 in Elista, 2e bord (+6 −3 =2);
- In 2000, schaakolympiade 34 in Istanboel, 2e bord (+8 −3 =2);
- In 2002, schaakolympiade 35 in Bled, 1e bord (+5 −7 =1);
- In 2010, schaakolympiade 39 in Khanty-Mansiysk, 1e bord (+1 −7 =0);
- In 2012, schaakolympiade 40 in Istanboel, 2e bord (+4 −3 =2);
- In 2014, schaakolympiade 41 in Tromsø, 4e bord (+5 −3 =0).

Fomina speelde voor Estland in het Europees Schaakkampioenschap voor landenteams:
- In 1992, in Debrecen, 1e bord (+3 −5 =1);
- In 2007, in Heraklion, 2e bord (+2 −3 =3).

## Persoonlijk leven
Tatjana Fomina rondde haar opleiding op school in Tallinn af in 1971, aan de rechtenfaculteit van de universiteit van Tartu in 1980 en aan de faculteit vreemde talen van de universiteit van Tallinn in 2002. Ze is professioneel schaaktrainer geweest.